# Hungersnot

Hungersnotopfer seit 1860

Hungersnot ist ein Phänomen, bei dem ein großer Anteil der Bevölkerung einer Region oder eines Landes unterernährt ist und Tod durch Verhungern („Hungertod“) oder durch hungerbedingte Krankheiten in großem Maße zunimmt. Dies kann, muss aber nicht immer mit tatsächlicher Nahrungsknappheit einhergehen. Nicht selten führten Hungersnöte zu Hungerrevolten.
Hunger war im Mittelalter so weit verbreitet, dass er neben Krieg, Pestilenz und Tod als einer der „vier Apokalyptischen Reiter“ galt. Bei der Hungersnot von 1315–1317 starben in Europa mehrere Millionen Menschen. Die schwerste Hungersnot im 15. Jahrhundert in Europa fand 1437 bis 1439/40 statt. In Industrieländern kommen Hungersnöte heute praktisch nicht mehr vor, aber weiterhin in Entwicklungsländern. Den größten Teil des heutigen Welthungers machen allerdings nicht akute Hungersnöte aus, sondern der chronische Hunger armer Bevölkerungsschichten.

## Definition
Die UN definiert eine Hungersnot anhand der Integrated Food Security Phase Classification wie folgt:
- mindestens 20 % der Bevölkerung hat Zugang zu weniger als 2100 Kilokalorien pro Tag
- mindestens 30 % der Kinder sind akut unterernährt
- mindestens zwei von 10.000 Menschen (oder vier von 10.000 Kindern) sterben täglich an Nahrungsmangel

## Ursachen und Hintergründe

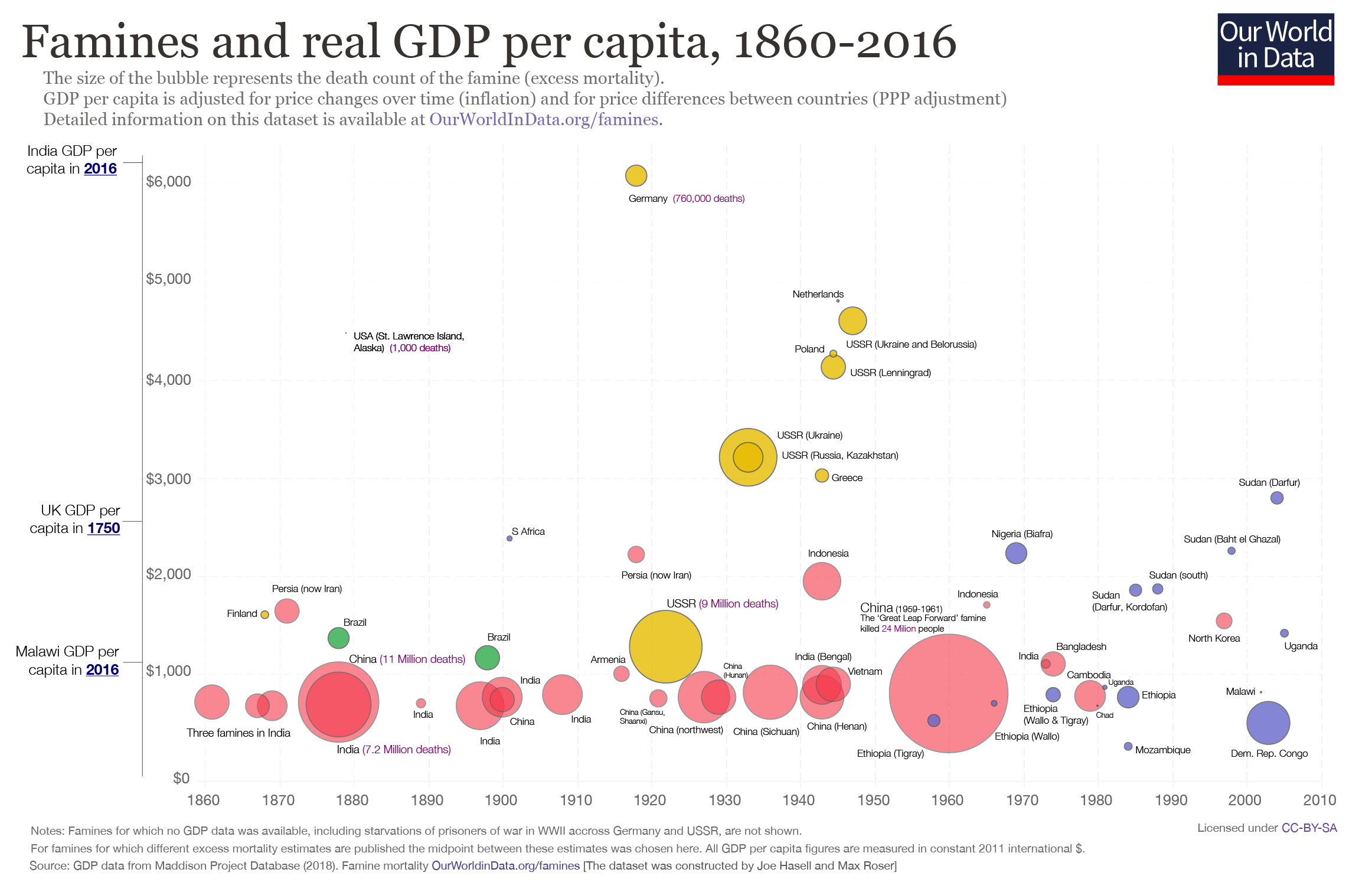
Hungersnöte und BIP pro Kopf

Mögliche Ursachen von Hungersnöten sind Missernten durch natürliche Faktoren wie Unwetter, Dürre, Schädlinge und sonstige Naturkatastrophen bei unzureichender Vorratshaltung. Diese Faktoren können durch nicht-nachhaltige Wirtschaftsweisen verschärft werden, die Erosion und Wüstenbildung fördern; umgekehrt können verbesserte Vorratshaltung und angepasste Landwirtschaftsmethoden die Anfälligkeit für Naturgefahren verringern.
Der Ausbruch des indonesischen Vulkans Tambora 1816 führte zum „Jahr ohne Sommer“, zu Ernteausfällen und Hungersnöten. Zugtiere wurden geschlachtet, Saatkartoffeln wieder ausgegraben oder Hungerbrötchen mit Gipspulver, Eichel- oder Sägemehl gestreckt oder gekochtes Gras, Klee, Wurzeln und Heu gegessen. Der harte Winter 1783/84 mit Folgeüberschwemmungen und Ernteschäden wurde durch Ausbruch der Laki-Krater auf Island verursacht. Siehe dazu auch Kleine Eiszeit und Liste von Wetterereignissen in Europa und Liste großer historischer Vulkanausbrüche.
Seit den 1970er Jahren werden neben natürlichen und ökonomischen Ursachen von Hungersnöten auch soziale und politische Gründe betrachtet und analysiert. Der Wirtschaftswissenschaftler Amartya Sen hat festgestellt, dass es in keiner funktionierenden Demokratie jemals zu einer Hungersnot gekommen sei. Hunger sei ein Problem der Nahrungsmittelverteilung und der Armut betroffener Bevölkerungsschichten, nicht unbedingt ein absoluter Mangel an Nahrung. Siehe dazu auch „Wie Ungleichheit Hunger schafft“.

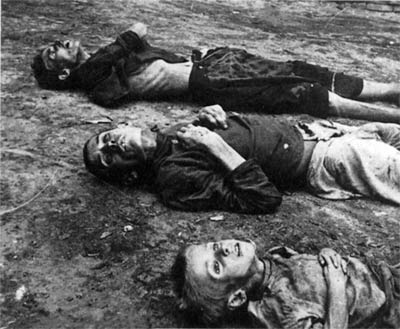
Hungersnot in Russland 1921–1922

Künstliche Hungersnöte entstehen durch Krieg oder verfehlte Politik oder werden absichtlich mit genozidaler Absicht ausgelöst. So kann der Hunger in Fällen wie dem Großen Sprung nach vorn, Nordkorea in der Mitte der 1990er-Jahre oder Simbabwe seit 2000 im Wesentlichen als Resultat der Regierungspolitik angesehen werden. In anderen Fällen wie den Bürgerkriegen in Somalia oder Sudan war Hunger eine unvermeidliche Folge des Krieges oder absichtlich herbeigeführter Teil der Kriegsstrategie, wenn Nahrungsmittelverteilungssysteme unterbrochen und landwirtschaftliche Aktivitäten unmöglich gemacht werden. Humanitäre Hilfsmaßnahmen wie die Operation Lifeline Sudan wurden teilweise von den Konfliktparteien vereinnahmt.
Wird Hunger absichtlich im Krieg oder als Werkzeug einer repressiven Regierung gegen eine unerwünschte Bevölkerungsgruppe eingesetzt, spricht man auch von „Hunger als Waffe“. Beispielsweise initiierte die sowjetische kommunistische Führung unter Josef Stalin während der 1930er-Jahre den Holodomor in der Ukraine und die Hungerkatastrophe in Kasachstan. Der Militärdiktator Gowon blockierte nach seiner Machtergreifung in Nigeria im Biafra-Krieg (Mitte 1967 bis Januar 1970) die Nahrungsmittelzufuhr der Region Biafra, nachdem Biafra die Unabhängigkeit ausgerufen hatte.
Obwohl rechnerisch genügend Nahrungsmittel für die gesamte Weltbevölkerung vorhanden wären, gibt es auch im 21. Jahrhundert vor allem in Afrika nach wie vor Hungersnöte. Heute wird auf akute Hungersnöte meist mit internationaler Nahrungsmittelhilfe reagiert. In den Jahren 2007 bis 2008 und erneut von 2010 bis 2011 stieg der weltweite Preisindex für Nahrungsmittel stark an. Preise für Grundnahrungsmittel wie Mais, Weizen und Reis verteuerten sich auf das Doppelte und mehr. In einer Studie für die Welthungerhilfe äußert Hans-Heinrich Bass die Ansicht, dass neben den Fundamentalfaktoren auch ein verändertes Verhalten der Finanzmarktinvestoren preistreibend wirke. Diese Ansicht ist unter Wissenschaftlern allerdings heftig umstritten.
Die Weltbank hielt 2008 Hungerrevolten (ausgelöst durch die damals stark gestiegenen Lebensmittelpreise) in 33 Ländern für möglich. In Haiti führten Unruhen zur Entlassung des Ministerpräsidenten Alexis. Als Gründe für den Preisanstieg werden häufig genannt Bevölkerungswachstum, Ernteverluste durch Dürren und Überschwemmungen offenbar infolge des Klimawandels, die Konkurrenz von Anbauflächen für Biokraftstoffe und Futtermittel für die Fleischproduktion sowie ein wachsender Lebensmittel-Bedarf in Schwellenländern wie China oder Indien. Die Dekade 2000 bis 2010 war auch geprägt durch einen steigenden Ölpreis; Mitte 2008 erreichte er ein Allzeithoch von etwa 140 US-Dollar pro Barrel.

## Arten von Hunger
Hunger wird in zwei Arten unterteilt:
Akuter Hunger (Hungersnot)
Bezeichnet Unterernährung über einen abgrenzbaren Zeitraum. Dieser tritt häufig in Zusammenhang mit Krisen (z. B. Dürren bedingt durch El Niño), Kriegen und Katastrophen auf und betrifft oft Menschen, die bereits unter chronischem Hunger leiden. Knapp zehn Prozent aller Hungernden sind von akutem Hunger betroffen.
Chronischer Hunger
Bezeichnet einen Zustand dauerhafter Unterernährung. Obwohl die Medien meist nur über akute Hungerkrisen berichten, betrifft der chronische Hunger den weitaus größten Teil aller Hungernden. Sie haben zu wenig zu essen, meist auch kein sauberes Wasser oder Gesundheitsversorgung.
Hunger wird auch danach unterschieden, woran es bei der Ernährung konkret mangelt:
Energie- und Proteinmangel (Makronährstoffe)
Dabei wird jeden Tag weniger Nahrung aufgenommen, als der Körper braucht. Die UN-Ernährungs- und Landwirtschaftsorganisation FAO hat den Schwellenwert auf ca. 7,5 MJ (= 1.800 kcal) täglich festgelegt. Daraus errechnet sich die Zahl der 795 Millionen Hungernden. Dabei ist aber zu bedenken, dass gerade arme Menschen oft hart körperlich arbeiten müssen, und der Wert deshalb eigentlich höher liegen müsste.
„Verborgener“ Hunger
Aufgrund von Vitamin- und Mineralstoffmangel (Mikronährstoffe). Durch einseitiger Ernährung fehlen wichtige Nährstoffe wie Eisen, Jod, Zink oder Vitamin A. Die Folgen sind auf den ersten Blick nicht unbedingt sichtbar, doch insbesondere Kinder können sich geistig und körperlich nicht richtig entwickeln. Das Todesrisiko ist hoch. Weltweit leiden zwei Milliarden Menschen an „verborgenem Hunger“.

### Afrika

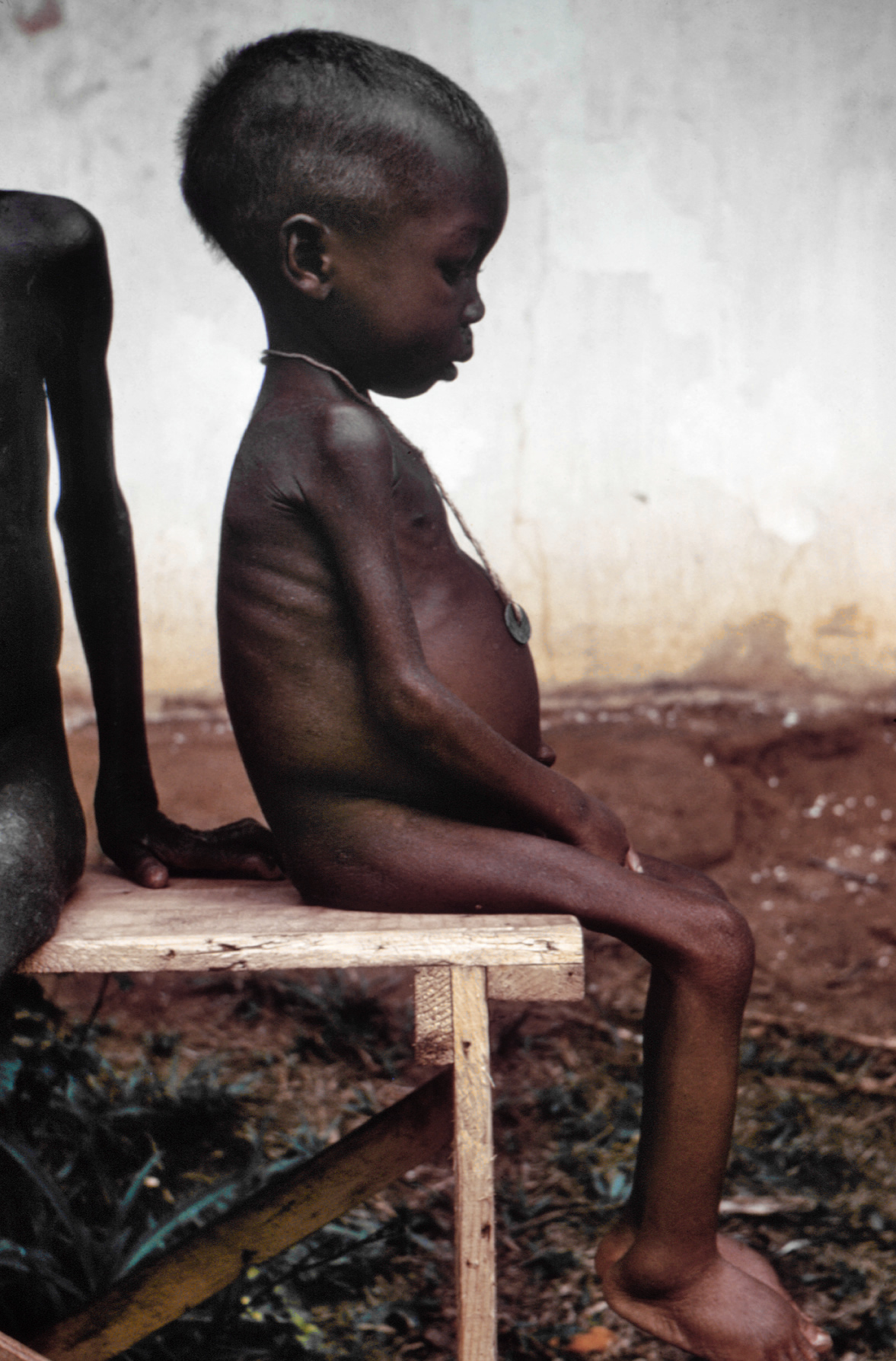
Kind im Biafra-Krieg, Nigeria

Hunger ist auch im heutigen Afrika weit verbreitet. Klimaschwankungen, Dürren, Bodenunfruchtbarkeit, Erosion und Heuschreckenschwärme können zu Ernteausfällen führen. Weitere nachteilige Faktoren sind politische Instabilität, bewaffnete Konflikte, Bürgerkriege, Korruption, Misswirtschaft, Bevölkerungswachstum und eine internationale Handelspolitik, die die Vermarktung afrikanischer Landwirtschaftserzeugnisse behindert. AIDS hat langfristige ökonomische Effekte auf die Landwirtschaft (vor allem im südlichen Afrika), indem es die in der Landwirtschaft tätige Bevölkerung dezimiert.
Zu jüngst vergangenen Hungersnöten in Afrika siehe zum Beispiel auch: Hungersnot in Somalia in den 1990er-Jahren.

### Beispiel Sahelzone
Grundsätzlich kann festgestellt werden, dass neben den natürlichen Ursachen der ausbleibenden Niederschläge oder Niederschlägen zur falschen Zeit und Erosionsschäden vor allem der Mensch zu Hungersnöten beiträgt durch:
- unterlassene Hilferufe und Gegenmaßnahmen,
- allgemeine Kriegswirren,
- fehlende Anreize zur Überschussproduktion (zu tiefe staatliche Aufkaufpreise),
- Vermarktungsverbote,
- Anbau von Exportprodukten (Baumwolle, Erdnüsse, Palmöl) anstelle von Grundnahrungsmitteln,
- Verstaatlichung von Großbetrieben; niedrige Produktivität, unrationelle Arbeitsweise,
- fehlende Infrastruktur,
- hoher Bevölkerungsdruck,
- Korruption und politische Willkürmaßnahmen der Machthaber und
- nicht nachhaltige Landwirtschaft.

## Folgen
Anhaltender schwerer Hunger kann dazu führen, dass man Ungenießbares isst (zum Beispiel Eicheln), dass Nahrungstabus gebrochen werden (zum Beispiel Menschenfleisch gegessen wird), dass die Hungernden Verfaultes, Verkeimtes oder anderes Ungeeignete essen (Seuchengefahr).
Hunger hat eine starke Auswirkung auf die Demographie. Beispielsweise ist beobachtet worden, dass länger andauernde Hungerperioden zu einer Verringerung der Zahl der weiblichen Kinder führen können (siehe auch Kindestötung). Demographen und Historiker debattieren die Ursachen dieser Tendenz. Einige glauben, dass Eltern absichtlich männliche Kinder bevorzugen (indem sie weibliche Kinder verkaufen oder nach der Geburt töten, siehe Neonatizid). Andere glauben, dass biologische Prozesse (Amenorrhoe) die Ursache sein können.
Von Hungersnöten Betroffene reagieren oft auf den Druck auf ihre Existenz, indem sie Dinge wie Vieh, Landbesitz oder Werkzeuge veräußern. Dies ermöglicht ihnen kurzfristig das Überleben, schwächt aber auf lange Sicht ihre wirtschaftliche Basis. In Äthiopien haben die meisten Familien, die von der Hungersnot 1984–1985 betroffen waren, bis heute nicht das soziale und wirtschaftliche Niveau und die Produktionskapazität erreicht, die sie zuvor gehabt hatten.

## Prävention
Als Maßnahmen zur Verhinderung von Hungersnöten können genannt werden:
- Vorratshaltung, sowohl staatlicherseits als auch von privater Seite
- Erhöhung der landwirtschaftlichen Produktion
- Schutz der natürlichen Ressourcen
- Beseitigung der Ursachen von Ernteschädlingen
- Unterstützung benachteiligter ländlicher Bevölkerungsgruppen (Kleinbauern, Landlose)
- Einbremsung des Bevölkerungswachstums
- Recht auf angemessene Ernährung
- Sondernahrungsmittel für Ernährungshilfe
- Welternährungsprogramm der Vereinten Nationen

Eine weitere Maßnahme gegen Nahrungsmittelknappheit ist der Verzicht auf Produktion und Konsum von tierischen Proteinen. So sind zur Bildung von einem Kilogramm tierischen Proteins etwa fünf bis zehn Kilogramm Pflanzeneiweiß erforderlich. Der dänische Arzt Mikkel Hindhede riet während der Grippeepidemie im Winter 1917–1918, die bisher als Schweinefutter verwendeten Getreide und Kartoffeln direkt für menschliche Ernährung zu verwenden. Der Schweinebestand wurde auf ein Fünftel reduziert. Dadurch konnte eine Hungersnot (wie im ebenfalls betroffenen Deutschland, wo sogar noch mehr Nahrungsmittel zur Verfügung standen als in Dänemark) vermieden und die Sterblichkeit der Bevölkerung insgesamt um 17 Prozent auf den niedrigsten bisherigen Stand gesenkt werden.